# Christophe Agnolutto
Cristophe Agnolutto (Soisy-sous-Montmorency, 6 dicembre 1969) è un ex ciclista su strada francese.

## Carriera
Professionista dal 1996 al 2006 nelle squadre francesi Casino (poi divenuta AG2R) e Agritubel, partecipò per cinque volte al Tour de France, aggiudicandosi la sesta tappa dell'edizione 2000 a Limoges. Al secondo anno tra i pro fece suo il Giro di Svizzera 1997, vinto grazie a una fuga bidone nella terza tappa.

## Palmarès
- 1995

Bordeaux-Saintes
- 1997

À travers le Morbihan
2ª tappa Tour de Suisse
Classifica generale Tour de Suisse
- 1998

6ª tappa Tour de Romandie
- 2000

6ª tappa Tour de France
- 2005

1ª tappa Tour du Poitou-Charentes et de la Vienne

### Altri successi
- 1999

Classifica scalatori Tour de Luxembourg

## Piazzamenti

### Grandi Giri
- Tour de France

1997: 94º
1998: 31º
2000: 66º
2001: 120º
2002: 144º
- Vuelta a España

1996: 90º
1998: 101º

### Classiche monumento
- Milano-Sanremo

1999: 102º
2000: 133º
- Giro delle Fiandre

2000: ritirato
- Parigi-Roubaix

1998: fuori tempo massimo
1999: ritirato
2000: ritirato
2001: 21º
2002: ritirato
2004: ritirato
2005: fuori tempo massimo
2006: 84º
- Liegi-Bastogne-Liegi

1998: 79º
2000: ritirato
2004: ritirato